# Ковердейл (парафія, Нью-Брансвік)
Ковердейл (англ. Coverdale) — парафія в Канаді, у провінції Нью-Брансвік, у складі графства Альберт.

## Населення
За даними перепису 2016 року, парафія нараховувала 4466 осіб, показавши зростання на 1,5%, порівняно з 2011-м роком. Середня густина населення становила 18,9 осіб/км².
З офіційних мов обидвома одночасно володіли 955 жителів, тільки англійською — 3 505. Усього 50 осіб вважали рідною мовою не одну з офіційних.
Працездатне населення становило 66,8% усього населення, рівень безробіття — 8,6% (10% серед чоловіків та 7,1% серед жінок). 90,6% осіб були найманими працівниками, а 8,8% — самозайнятими.
Середній дохід на особу становив $40 276 (медіана $33 829), при цьому для чоловіків — $47 049, а для жінок $33 633 (медіани — $41 527 та $27 494 відповідно).
31,3% мешканців мали закінчену шкільну освіту, не мали закінченої шкільної освіти — 17%, 51,7% мали післяшкільну освіту, з яких 25,6% мали диплом бакалавра, або вищий, 15 осіб мали вчений ступінь.
| Статево-вікова структура населення | Статево-вікова структура населення | Статево-вікова структура населення | Статево-вікова структура населення | Статево-вікова структура населення |
| ---------------------------------- | ---------------------------------- | ---------------------------------- | ---------------------------------- | ---------------------------------- |
|                                    |                                    |                                    |                                    |                                    |
| Всього                             | Всього                             | 50,8%49,2%                         |                                    |                                    |
| 0 — 14 років                       | 0 — 14 років                       |                                    | 15,8%                              | 15,8%                              |
| 15 — 64 років                      | 15 — 64 років                      |                                    | 67,4%                              | 67,4%                              |
| 65 і більше                        | 65 і більше                        |                                    | 16,8%                              | 16,8%                              |
| 85 і більше                        | 85 і більше                        |                                    | 1,3%                               | 1,3%                               |
| Середній вік (років)               | Середній вік (років)               | 42,043,0                           | 42,5                               | 42,5                               |
| Медіана (років)                    | Медіана (років)                    | 45,045,3                           | 45,2                               | 45,2                               |
| — чоловіки — жінки                 |                                    |                                    |                                    |                                    |

| Походження мешканців:     | Походження мешканців:     | Походження мешканців: | Походження мешканців: | Походження мешканців: |
| ------------------------- | ------------------------- | --------------------- | --------------------- | --------------------- |
| Походження                |                           |                       | осіб                  | %                     |
| Корінні американці        | Корінні американці        |                       | 195                   | 4.37%                 |
| Інше північноамериканське | Інше північноамериканське |                       | 2 440                 | 54.71%                |
| Європейське               | Європейське               |                       | 2 935                 | 65.81%                |
| британське                | британське                |                       | 2 575                 | 57.74%                |
| французьке                | французьке                |                       | 610                   | 13.68%                |
| українське                | українське                |                       | 10                    | 0.22%                 |
| Латинськоамериканське     | Латинськоамериканське     |                       | 10                    | 0.22%                 |
| Карибське                 | Карибське                 |                       | 15                    | 0.34%                 |
| Африканське               | Африканське               |                       | 10                    | 0.22%                 |
| Азійське                  | Азійське                  |                       | 60                    | 1.35%                 |

| Зайнятість населення за галузями (за класифікацією NOC): | Зайнятість населення за галузями (за класифікацією NOC): | Зайнятість населення за галузями (за класифікацією NOC): | Зайнятість населення за галузями (за класифікацією NOC): | Зайнятість населення за галузями (за класифікацією NOC): |
| -------------------------------------------------------- | -------------------------------------------------------- | -------------------------------------------------------- | -------------------------------------------------------- | -------------------------------------------------------- |
|                                                          |                                                          |                                                          |                                                          |                                                          |
| Управління                                               | Управління                                               |                                                          | 10,9%                                                    | 10,9%                                                    |
| Бізнес, фінанси та адміністрування                       | Бізнес, фінанси та адміністрування                       |                                                          | 14,3%                                                    | 14,3%                                                    |
| Природничі та прикладні науки                            | Природничі та прикладні науки                            |                                                          | 5%                                                       | 5%                                                       |
| Охорона здоров'я                                         | Охорона здоров'я                                         |                                                          | 6,7%                                                     | 6,7%                                                     |
| Освіта, правозахист, муніципальні та урядові служби      | Освіта, правозахист, муніципальні та урядові служби      |                                                          | 9,7%                                                     | 9,7%                                                     |
| Мистецтво, культура, відпочинок та спорт                 | Мистецтво, культура, відпочинок та спорт                 |                                                          | 2%                                                       | 2%                                                       |
| Роздрібна торгівля та послуги                            | Роздрібна торгівля та послуги                            |                                                          | 25,6%                                                    | 25,6%                                                    |
| Гуртова торгівля, транспорт та обладнання                | Гуртова торгівля, транспорт та обладнання                |                                                          | 19,6%                                                    | 19,6%                                                    |
| Природні ресурси, сільське господарство                  | Природні ресурси, сільське господарство                  |                                                          | 2,8%                                                     | 2,8%                                                     |
| Виробництво                                              | Виробництво                                              |                                                          | 3%                                                       | 3%                                                       |

## Клімат
Середня річна температура становить 5,4°C, середня максимальна – 23,1°C, а середня мінімальна – -14,5°C. Середня річна кількість опадів – 1 206 мм.
| Клімат поселення                              | Клімат поселення | Клімат поселення | Клімат поселення | Клімат поселення | Клімат поселення | Клімат поселення | Клімат поселення | Клімат поселення | Клімат поселення | Клімат поселення | Клімат поселення | Клімат поселення | Клімат поселення |
| Показник                                      | Січ.             | Лют.             | Бер.             | Квіт.            | Трав.            | Черв.            | Лип.             | Серп.            | Вер.             | Жовт.            | Лист.            | Груд.            |                  |
| Середній максимум, °C                         | −2,88            | −1,78            | 3,36             | 9,30             | 15,99            | 21,06            | 23,08            | 22,20            | 17,66            | 11,82            | 6,05             | −1,12            |                  |
| Середня температура, °C                       | −8,71            | −7,6             | −2,45            | 3,45             | 10,16            | 15,22            | 18,97            | 18,07            | 13,57            | 7,69             | 1,94             | −5,23            |                  |
| Середній мінімум, °C                          | −14,54           | −13,42           | −8,27            | −2,37            | 4,35             | 9,42             | 14,85            | 13,95            | 9,47             | 3,59             | −2,17            | −9,34            |                  |
| Норма опадів, мм                              | 111              | 91               | 106              | 92               | 105              | 103              | 97               | 84               | 92               | 102              | 110              | 113              |                  |
| Середньомісячна швидкість вітру, м/с          | 3.84             | 3.79             | 3.96             | 3.87             | 3.50             | 3.06             | 2.80             | 2.68             | 2.90             | 3.28             | 3.55             | 3.84             |                  |
| Середньомісячна сонячна радіація, кДж/м²·день | 5219             | 8621             | 12292            | 15192            | 18221            | 20193            | 19993            | 17613            | 13284            | 8409             | 4931             | 3938             |                  |
| --------------------------------------------- | ---------------- | ---------------- | ---------------- | ---------------- | ---------------- | ---------------- | ---------------- | ---------------- | ---------------- | ---------------- | ---------------- | ---------------- | ---------------- |
| Джерело:                                      |                  |                  |                  |                  |                  |                  |                  |                  |                  |                  |                  |                  |                  |